# Електронски потпис
Електронски потпис (енгл. digital signature) је скуп података у електронском облику који су придружени или су логички повезани са другим подацима у електронском облику и који служе за идентификацију потписника и аутентичност потписаног електронског документа.
Електронски потпис представља технологију чијом се применом у системима електронског пословања омогућава провера аутентичности потписника, дате поруке или документа. Аналогно својеручном потпису у стандардном пословању, електронски потпис се користи у електронском. Електронски потпис има и додатну особину да штити интегритет електронски потписане поруке.
Три основне врсте електронских потписа: скенирани ручни потпис (нема правну снагу), дигитални потпис, биометријски потпис. Предност електронског потписа у односу на класичан потпис се састоји у томе што је електронски потпис гаранција и чувар аутентичности потписа јер се текст са који је он електронски везан не може мењати.
Животни циклус електронског потписа одвија се унутар инфраструктуре јавног кључа (енгл. Public Key Infrastructure – PKI), унутар које разликујемо основне компоненте: политика сертификације (енгл. Certificate Policy - CP), практична правила рада (енгл. Certificate Practice Statement - CPS), сертификационо тело (енгл. Certificate Authority - CA), регистрационо тело (енгл. Registration Authority - RA), системи за дистрибуцију сертификата (енгл. Certificate Distribution Systems -  CDS)
и PKI апликације.

## Најпопуларније примене
Најпопуларније примене у којима се користи електронски потпис су:
- заштићене веб трансакције
- заштићене е-маил поруке
- заштићени ФТП сервиси
- формирање ВПН (ИПСец) мрежа
- безбедно управљање документацијом
- безбедна плаћања путем Интернета.

Најзначајнија поља примене електронског потписа су:
- електронско пословање
- електронска трговина
- електронско банкарство
- електронска управа
- електронско здравство
- платни системи на бази чип картица

## Законска регулатива
Директива ЕУ 1999/93/ЕЦ о електронским потписима (усвојена 13. децембра 1999, а формално ступила на снагу 19. јануара 2000. године) представља правно утемељење електронског потписа и на основу ње су донети Закони о електронском потпису у свим земљама ЕУ, као и већини осталих земаља Европе.
Законом о електронском потпису који је донет 2004. године (Службени гласник РС бр. 135/2004 ) уређује се употреба електронског потписа у правним пословима, као и у другим правним радњама, као и права, обавезе и одговорности у вези са електронским сертификатима, ако посебним законима није другачије одређено. Закон о електронском потпису у Србији је у потпуности усклађен са ЕУ Директивом, изгласан је у Народној скупштини Републике Србије дана 14. децембра 2004.
Основна улога Закона о електронском потпису своди се на две најважније ствари: 1. Да прописе услове под којима је електронски потпис правно еквивалентан својеручном потпису. 2. Да пропише услове које морају да испуне сертификациона тела која издају квалификоване сертификате за верификацију квалификованих електронских потписа. У овом закону су наведене бројне дефиниције, неке од њих су: 
- Електронски документ је документ у електронском облику који се користи у правним пословима и другим правним радњама, као и у управном, судском и другом поступку пред државним органима.
- Електронски потпис је скуп података у електронском облику који су придружени или су логички повезани са електронским документом и који служе за идентификацију потписника.
- Подаци за формирање електронског потписа су подаци, као што су кодови или приватни криптографски кључеви, које прописник користи за израду електронског потписа.
- Средства за формирање електронског потписа су одговарајућа техничка средства (енгл. Softwear и Hardwear[мртва веза]) која се користе за формирање електронског потписа, уз коришћење података за формирање електронског потписа.
- Електронски сертификат је електронски документ којим се потврђује веза између података за проверу електронског потписа и идентитета потписника.
- Сертификационо тело је правно лице које издаје електронске сертификате у складу са одредбама закона.

Постоји разлика између електронског потписа и квалификованог електронског потписа.
Квалификовани електронски потпис (енгл. Qualified Digital Signature)је електронски потпис којим се поуздано гарантује идентитет потписника, интегритет електронских докумената и онемогућава накнадно порицање одговорности за њихов садржај. Квалификовани електронски потпис мора да задовољи следеће услове:
1. искључиво је повезан са потписником
2. недвосмислено идентификује потписника
3. настаје коришћењем средстава којима потписник може самостално да управља и која су искључиво под надзором потписника
4. директно је повезан са подацима на које се односи и то на начин који недвосмислено омогућава увид у било коју измену изворних података
5. формиран је средствима за формирање квалификованог електронског потписа
6. проверава се на основу квалификованог електронског сертификата корисника

За реализацију квалификованог електронског потписа неопходно је користити средства за формирање квалификованог електронског потписа и поседовати квалификовани електронски сертификат, издат од стране сертификационог тела које испуњава одговарајуће услове према Закону о електронском потпису. У овом технолошком тренутку, квалификовани електронски потпис се реализује применом асиметричних криптографских система(на пример RSA algoritam)и енгл. hash функција (МД5 или СХА-1 алгоритми). Док се као средства за формирање квалификованог електронског потписа углавном користе енгл. Smart card.
Квалификовани електронски потпис, који задовољава претходно наведене услове, у односу на податке у електронском облику има исто правно дејство и доказну снагу као и својеручни потпис, односно својеручни потпис и печат.
Према закону о електронском потпису у члану 8. прописано је да су средства за формирање квалификованог електронског потписа средства која морају да обезбеде:
- да се подаци за формирање квалификованог електронског потписа могу појавити само једном и да је обезбеђена њихова поверљивост;
- да се из података за проверу квалификованог електронског потписа, не могу у разумно време и тренутно доступним средствима, добити подаци за формирање квалификованог електронског потписа;
- да квалификовани електронски потпис буде заштићен од фалсификовања[мртва веза], употребом тренутно доступне технологије;
- да подаци за формирање квалификованог електронског потписа буду поуздано заштићени од неовлашћеног коришћења.

Средства за формирање квалификованог електронског потписа, приликом формирања потписа, не смеју променити податке који се потписују или онемогућити потписнику увид у те податке пре процеса формирања квалификованог електронског потписа.